# Ривера (місто)
Ривера (ісп. Rivera) — місто в Уругваї, адміністративний центр однойменного департаменту. Згідно з переписом населення, він посідає шосте місце по населенню в країні.

## Історія
21 Березня 1862 року, згідно з указом № 614, на місці теперішнього міста Ривера засновується поселення Перейра (ісп. Pueblo de Pereira). 7 Травня 1862 (указ № 704) — перейменовується на Вілья де Себаллос (ісп. Villa de Ceballos), на честь іспанського віце-короля Ріо-де-Ла-Плати — Педро де Севальйоса (ісп. Pedro de Cevallos).
У липні 1867 року офіційно бере собі теперішню назву Ривера та отримує статус Містечка (ісп. Villa). Бразильське місто Сантана ду Лівраменто (порт. Santana do Livramento), що знаходиться через кордон з Бразилією, на той час вже існувало. 1 Жовтня 1884 року, після видачі указу № 1.757, містечко стає столицею уругвайського департаменту Ривера. А вже 10 червня 1912 року за указом № 4.006 підвищує свій статус до Міста (ісп. Ciudad).
У 1943 році в Рівері була побудована Площа інтернаціоналу Ривера-Лівраменто на честь п'ятої конференції «Commission Mixta for Mixed Limits» по усуненню кордонів між двома містами, з надією інтеграції в єдину конгломерацію. Стверджували, що це є єдина міжнародна площа в світі. З 1851 року й дотепер, жителі обох міст можуть вільно пересуватись на обидві сторони. Митниця та контрольно-пропускні пункти Уругваю та Бразилії розташовані за межами міст. На сьогодні ринок з безмитної торгівлі (англ. duty-free) є одним з основних сфер доходів міста.

## Географія
Місто розташоване на північному сході країни, просто на кордоні з Бразилією. Відстань до столиці Уругваю — Монтевідео — 450 км. Відразу по іншу сторону кордону лежить бразильське місто Сантана ду Лівраменто (порт. Santana do Livramento), з котрим Ривера межує по власних вулицях та Площі Інтернаціоналу (ісп. Plaza Internacional). В зв'язку з тісною взаємодією та близьким сусідством між Ріверою та Бразилією, в місті поширена змішано іспансько-португальська мова — портуньйол.
Місто Ривера лежить на стику двох великих національних маршрутів:
- Траса 5: зв'язує з містами Такуарембо, Пасо де лос Торос, Дурасно, Флорида, Канелонес, Монтевідео; також сполучає з  Трасою 30, що веде до Сальто і Артигас та з  Трасою 29, що з'єднує місто з Мінас де Корралес.
- Траса 27: зв'язує місто з Вічадеро; сполучає з Трасами  6 та  28.

## Населення
Населення, за даними 2011 р., становить 64 485 осіб.
| Рік  | Населення |
| ---- | --------- |
| 1867 | 341       |
| 1889 | 1 000     |
| 1908 | 8 986     |
| 1963 | 41 266    |
| 1975 | 48 780    |
| 1985 | 57 314    |
| 1996 | 62 859    |
| 2004 | 64 426    |
| 2011 | 64 485    |

Джерело: Instituto Nacional de Estadística de Uruguay

## Клімат
Клімат міста характеризується як вологий субтропічний.
| Клімат Ривери                                | Клімат Ривери | Клімат Ривери | Клімат Ривери | Клімат Ривери | Клімат Ривери | Клімат Ривери | Клімат Ривери | Клімат Ривери | Клімат Ривери | Клімат Ривери | Клімат Ривери | Клімат Ривери | Клімат Ривери |
| Показник                                     | Січ.          | Лют.          | Бер.          | Квіт.         | Трав.         | Черв.         | Лип.          | Серп.         | Вер.          | Жовт.         | Лист.         | Груд.         | Рік           |
| Середній максимум, °C                        | 30,1          | 29,2          | 27,1          | 23,4          | 20,4          | 16,9          | 17,1          | 18,5          | 20,3          | 23,5          | 26,0          | 28,8          | 23,4          |
| Середня температура, °C                      | 24,1          | 23,5          | 21,6          | 18,1          | 15,3          | 12,3          | 12,3          | 13,4          | 15,0          | 17,9          | 20,5          | 22,8          | 18,1          |
| Середній мінімум, °C                         | 18,0          | 17,9          | 16,4          | 13,0          | 10,1          | 7,5           | 7,6           | 8,4           | 9,7           | 12,3          | 14,4          | 16,8          | 12,7          |
| Норма опадів, мм                             | 149           | 155           | 147           | 135           | 117           | 102           | 132           | 118           | 152           | 163           | 141           | 128           | 1639          |
| -------------------------------------------- | ------------- | ------------- | ------------- | ------------- | ------------- | ------------- | ------------- | ------------- | ------------- | ------------- | ------------- | ------------- | ------------- |
| Джерело: Dirección Nacional de Meteorología. |               |               |               |               |               |               |               |               |               |               |               |               |               |

## Міста-побратими
- Сантана ду Лівраменто, Бразилія